# Familia Sinadeno
Sinadeno (en griego: Συναδηνός), en su forma femenina Sinadena (Συναδηνή), era el nombre de una aristocrática familia bizantina, que procedía de Sínada en Frigia.
El nombre de la familia se registrado en un sello del siglo ix o x, pero el miembro de la familia primero conocido es Fileto Sinadeno, krites de Tarso alrededor de 1000/6. Durante los siglos xi y xii, varios miembros de la familia aparecen como los comandantes militares, conectados con las grandes familias aristocráticas de Botaniates y Comnenos; por tanto, un miembro de la familia fue dada como esposa al rey húngaro Geza I por Nicéforo III, Basilio Sinadeno era gobernador de Dirraquio en las década de 1040, y Andrónico Sinadeno fue gobernador de varias provincias bajo Manuel I Comneno, incluyendo Chipre.
En el Imperio de Nicea, los Sinadeno eran miembros de la oposición aristocrática a la dinastía gobernante de los Láscaris. La familia alcanzó su cúspide bajo los emperadores Paleólogos a finales del siglo xiii y primera mitad del siglo xiv: Juan Sinadeno se casó con Teodora Paleóloga, la sobrina del emperador Miguel VIII Paleólogo, y sirvió como Gran estropedarca, y sus hijos Juan y Teodoro también tenían alto mandos militares. Juan el Viejo y Teodora también fundaron el Convento de Bebaia Elpis, y encargó un espléndidamente ilustrado typikon, con los retratos de los miembros de la familia. En ese momento, los Sinadeno se casaron con otras dos familias aristocráticas prominentes, como los Asen y Raúl. 